# روس هيل (إلينوي)
روس هيل (بالإنجليزية: Rose Hill)‏ هي قرية تقع في الولايات المتحدة في إلينوي. يقدر عدد سكانها بـ 79 نسمة .

## الموقع الجغرافي
الموقع الجغرافي للمناطق المحيطة بهذه النقطة هو كالتالي: